# حاتم بن علي الهمداني
حاتم بن علي الهمداني  هو حاكم اليمن ومؤسس الدولة الحاتمية الهمدانية، حكم في الفترة (1099 - 1109)،  وتبعه نجله عبد الله بن حاتم بن علي الهمداني.